# Liste des Yokozuna
Voici la liste officielle de tous les lutteurs sumo qui ont atteint le rang de yokozuna, le plus haut rang de ce sport. D'autres yokozuna ont pu exister à des périodes antérieures, mais n'apparaissent pas dans la liste officielle commencée en 1789.
| No | Portrait | Nom de shikona (en kanji)                                | Nom d’origine                                       | Origine                                                     | Promotion | Retraite |
| -- | -------- | -------------------------------------------------------- | --------------------------------------------------- | ----------------------------------------------------------- | --------- | -------- |
| 1  |          | Akashi Shiganosuke 明石 志賀之助                         |                                                     | Tochigi, Japon                                              | 1624 ?    | ?        |
| 2  |          | Ayagawa Gorōji 綾川 五郎次                               |                                                     | ?, Japon                                                    | 1749?     | ?        |
| 3  |          | Maruyama Gondazaemon 丸山 権太左衛門                     |                                                     | Miyagi, Japon                                               | 1749      | 1749     |
| 4  |          | Tanikaze Kajinosuke 谷風 梶之助                          |                                                     | Miyagi, Japon                                               | 1789      | 1794     |
| 5  |          | Onogawa Kisaburō 小野川 喜三郎                           |                                                     | Shiga, Japon                                                | 1789      | 1797     |
| 6  |          | Ōnomatsu Midorinosuke 阿武松 緑之助                      |                                                     | Ishikawa, Japon                                             | 1828      | 1835     |
| 7  |          | Inazuma Raigorō 稲妻 雷五郎                              |                                                     | Ibaraki, Japon                                              | 1830      | 1839     |
| 8  |          | Shiranui Dakuemon 不知火 諾右衛門                        |                                                     | Kumamoto, Japon                                             | 1840      | 1844     |
| 9  |          | Hidenoyama Raigorō 秀の山 雷五郎                         |                                                     | Miyagi, Japon                                               | 1847      | 1850     |
| 10 |          | Unryū Kyūkichi 雲龍 久吉                                 |                                                     | Fukuoka, Japon                                              | 1861      | 1865     |
| 11 |          | Shiranui Kōemon 不知火 光右衛門                          |                                                     | Kumamoto, Japon                                             | 1863      | 1869     |
| 12 |          | Jinmaku Kyūgorō 陣幕 久五郎                              |                                                     | Shimane, Japon                                              | 1867      | 1867     |
| 13 |          | Kimenzan Tanigorō 鬼面山 谷五郎                          |                                                     | Gifu, Japon                                                 | 1869      | 1870     |
| 14 |          | Sakaigawa Namiemon 境川 浪右衛門                         |                                                     | Chiba, Japon                                                | 1877      | 1881     |
| 15 |          | Umegatani Tōtarō I 梅ケ谷 藤太郎                         |                                                     | Fukuoka, Japon                                              | 1884      | 1885     |
| 16 |          | Nishinoumi Kajirō I 西ノ海 嘉治郎(初代)                  |                                                     | Kagoshima, Japon                                            | 1890      | 1896     |
| 17 |          | Konishiki Yasokichi 小錦 八十吉                          |                                                     | Chiba, Japon                                                | 1896      | 1901     |
| 18 |          | Ōzutsu Man'emon 大砲 万右衛門                            |                                                     | Miyagi, Japon                                               | 1901      | 1908     |
| 19 |          | Hitachiyama Taniemon 常陸山 谷右衛門                     |                                                     | Ibaraki, Japon                                              | 1903      | 1914     |
| 20 |          | Umegatani Tōtarō (Umegatani II) 梅ヶ谷 藤太郎(二代目)    |                                                     | Toyama, Japon                                               | 1905      | 1915     |
| 21 |          | Wakashima Gonshirō 若島 権四郎                           |                                                     | Chiba, Japon                                                | 1905      | 1907     |
| 22 |          | Tachiyama Mineemon 太刀山 峰右衛門                       |                                                     | Toyama, Japon                                               | 1911      | 1918     |
| 23 |          | Ōkido Moriemon 大木戸 森右衛門                           |                                                     | Hyôgo, Japon                                                | 1912      | 1914     |
| 24 |          | Ōtori Tanigorō 鳳 谷五郎                                 |                                                     | Chiba, Japon                                                | 1915      | 1920     |
| 25 |          | Nishinoumi Kajirō (Nishinoumi II) 西ノ海 嘉治郎(二代目)  |                                                     | Kagoshima, Japon                                            | 1916      | 1918     |
| 26 |          | Ōnishiki Uichirō 大錦 卯一郎                             |                                                     | Osaka, Japon                                                | 1917      | 1923     |
| 27 |          | Tochigiyama Moriya 栃木山 守也                           |                                                     | Tochigi, Japon                                              | 1918      | 1925     |
| 28 |          | Ōnishiki Daigorō 大錦 大五郎                             |                                                     | Aichi, Japon                                                | 1918      | 1922     |
| 29 |          | Miyagiyama Fukumatsu 宮城山 福松                         |                                                     | Iwate, Japon                                                | 1922      | 1931     |
| 30 |          | Nishinoumi Kajirō (Nishinoumi III) 西ノ海 嘉治郎(三代目) |                                                     | Kagoshima , Japon                                           | 1923      | 1928     |
| 31 |          | Tsunenohana Kan'ichi 常ノ花 寛市                         |                                                     | Okayama, Japon                                              | 1924      | 1930     |
| 32 |          | Tamanishiki San'emon 玉錦 三右衛門                       |                                                     | Kochi, Japon                                                | 1932      | 1938     |
| 33 |          | Musashiyama Takeshi 武蔵山 武                            |                                                     | Kanagawa, Japon                                             | 1935      | 1939     |
| 34 |          | Minanogawa Tōzō 男女ノ川 登三                            |                                                     | Ibaraki, Japon                                              | 1936      | 1942     |
| 35 |          | Futabayama Sadaji 双葉山 定次                            |                                                     | Oita, Japon                                                 | 1937      | 1945     |
| 36 |          | Haguroyama Masaji 羽黒山 政司                            |                                                     | Niigata, Japon                                              | 1941      | 1953     |
| 37 |          | Akinoumi Setsuo 安藝ノ海 節男                            |                                                     | Hiroshima, Japon                                            | 1942      | 1946     |
| 38 |          | Terukuni Manzō 照國 万蔵                                 |                                                     | Akita, Japon                                                | 1942      | 1953     |
| 39 |          | Maedayama Eigorō 前田山 英五郎                           |                                                     | Ehime, Japon                                                | 1947      | 1949     |
| 40 |          | Azumafuji Kin'ichi 東富士 欽壱                           | Inoue Kin'ichi                                      | Tokyo, Japon                                                | 1948      | 1954     |
| 41 |          | Chiyonoyama Masanobu 千代の山 雅信                       | Sugimura Masaharu                                   | Hokkaido, Japon                                             | 1951      | 1959     |
| 42 |          | Kagamisato Kiyoji 鏡里 喜代治                            | Okuyama Kiyoji                                      | Aomori, Japon                                               | 1953      | 1958     |
| 43 |          | Yoshibayama Junnosuke 吉葉山 潤之輔                      | Ikeda Junnosuke                                     | Hokkaido, Japon                                             | 1954      | 1958     |
| 44 |          | Tochinishiki Kiyotaka 栃錦 清隆                          | Otsuka Kiyoshi - Nakata Kiyoshi                     | Tokyo, Japon                                                | 1954      | 1960     |
| 45 |          | Wakanohana Kanji (Wakanohana I) 若乃花 幹士(初代)        | Hanada Katsuji                                      | Aomori, Japon                                               | 1958      | 1962     |
| 46 |          | Asashio Tarō (Asashio III) 朝潮 太郎                     | Yonekawa Fumitoshi 米川 文敏                        | Hyôgo, Japon                                                | 1959      | 1962     |
| 47 |          | Kashiwado Tsuyoshi 柏戸 剛                               | Togashi Tsuyoshi                                    | Yamagata, Japon                                             | 1961      | 1969     |
| 48 |          | Taihō Kōki 大鵬 幸喜                                     | Ivan Boryshko Іва́н Бори́шко Kōki Naya 納谷 幸喜      | né sur l'île de Sakhaline, Union soviétique Hokkaido, Japon | 1961      | 1971     |
| 49 |          | Tochinoumi Teruyoshi 栃ノ海 晃嘉                         |                                                     | Aomori, Japon                                               | 1964      | 1966     |
| 50 |          | Sadanoyama Shinmatsu 佐田の山 晋松                       |                                                     | Nagasaki, Japon                                             | 1965      | 1968     |
| 51 |          | Tamanoumi Masahiro 玉の海 正洋                           |                                                     | Aichi, Japon                                                | 1970      | 1971     |
| 52 |          | Kitanofuji Katsuaki 北の富士 勝昭                        |                                                     | Hokkaido, Japon                                             | 1970      | 1974     |
| 53 |          | Kotozakura Masakatsu 琴櫻 傑将                           |                                                     | Tottori, Japon                                              | 1973      | 1974     |
| 54 |          | Wajima Hiroshi 輪島 大士                                 |                                                     | Ishikawa, Japon                                             | 1973      | 1981     |
| 55 |          | Kitanoumi Toshimitsu 北の湖 敏満                         |                                                     | Hokkaido, Japon                                             | 1974      | 1985     |
| 56 |          | Wakanohana Kanji (Wakanohana II) 若乃花 幹士(二代目)     | Katsunori Shimoyama 勝則 下山                       | Aomori, Japon                                               | 1978      | 1983     |
| 57 |          | Mienoumi Tsuyoshi 三重ノ海 剛司                          | Gorō Ishiyama 石山五郎                              | Mie, Japon                                                  | 1979      | 1980     |
| 58 |          | Chiyonofuji Mitsugu 千代の富士 貢                        | Mitsugu Akimoto 秋元 貢                             | Hokkaido, Japon                                             | 1981      | 1991     |
| 59 |          | Takanosato Toshihide 隆の里 俊英                         | Toshihide Takaya 高谷 俊英                          | Aomori , Japon                                              | 1983      | 1986     |
| 60 |          | Futahaguro Kōji 双羽黒 光司                              | Kōji Kitao                                          | Mie, Japon                                                  | 1986      | 1988     |
| 61 |          | Hokutoumi Nobuyoshi 北勝海 信芳                          | Nobuyoshi Hoshi                                     | Hokkaido                                                    | 1987      | 1992     |
| 62 |          | Ōnokuni Yasushi 大乃国 康                                | Yasushi Aoki                                        | Hokkaido, Japon                                             | 1987      | 1991     |
| 63 |          | Asahifuji Seiya 旭富士 正也                              | Seiya Suginomori                                    | Aomori, Japon                                               | 1990      | 1992     |
| 64 |          | Akebono Tarō 曙 太郎                                     | Chadwick George Ha'aheo Rowan                       | Waimānalo (Hawaii), États-Unis                              | 1993      | 2001     |
| 65 |          | Takanohana Kōji (Takanohana II) 貴乃花 光司              | Kōji Hanada 花田 光司                               | Tokyo, Japon                                                | 1994      | 2003     |
| 66 |          | Wakanohana Masaru (Wakanohana III) 若乃花 勝             | Masaru Hanada 花田 勝                               | Tokyo, Japon                                                | 1998      | 2000     |
| 67 |          | Musashimaru Kōyō 武蔵丸 光洋                             | Penitani Fiamalu                                    | né en Samoa américaines - Oahu (Hawaii), États-Unis         | 1999      | 2003     |
| 68 |          | Asashōryū Akinori 朝青龍 明徳                            | Dolgorsuren Dagvadorj Долгорсүрэнгийн Дагвадорж     | Oulan-Bator, Mongolie                                       | 2003      | 2010     |
| 69 |          | Hakuhō Shō 白鵬 翔                                       | Munkhbat Davaajargal Мөнхбатын Даваажаргал          | Oulan-Bator, Mongolie                                       | 2007      | 2021     |
| 70 |          | Harumafuji Kōhei 日馬富士 公平                           | Davaanyamyn Byambadorj Даваанямын Бямбадорж         | Oulan-Bator, Mongolie                                       | 2012      | 2017     |
| 71 |          | Kakuryū Rikisaburō 鶴竜 力三郎                           | Mangaljalavyn Anand Мангалжалавын Ананд             | Province de Sükhbaatar, Mongolie                            | 2014      | 2021     |
| 72 |          | Kisenosato Yutaka 稀勢の里 寛                            | Yutaka Hagiwara 萩原 寛                             | Ibaraki, Japon                                              | 2017      | 2019     |
| 73 |          | Terunofuji Haruo 照ノ富士 春雄                           | Gantulga Ganerdene Гантулгын Ган-Эрдэнэ             | Oulan-Bator, Mongolie                                       | 2021      | 2025     |
| 74 |          | Hōshōryū Tomokatsu 豊昇龍 智勝                           | Byambasuren Sugarragchaa Сугаррагчаагийн Бямбасүрэн | Oulan-Bator, Mongolie                                       | 2025      | -        |
| 75 |          | Ōnosato Daiki 大の里 泰輝                                | Daiki Nakamura 中村 泰輝                            | Tsubata, Japon                                              | 2025      | -        |